# Offranville
Offranville är en kommun i departementet Seine-Maritime i regionen Normandie i norra Frankrike. Kommunen ligger i kantonen Offranville som tillhör arrondissementet Dieppe. År 2022 hade Offranville 3 218 invånare.

## Befolkningsutveckling
Antalet invånare i kommunen Offranville
| Referens: INSEE |